# 伊丽莎白二世大中庭

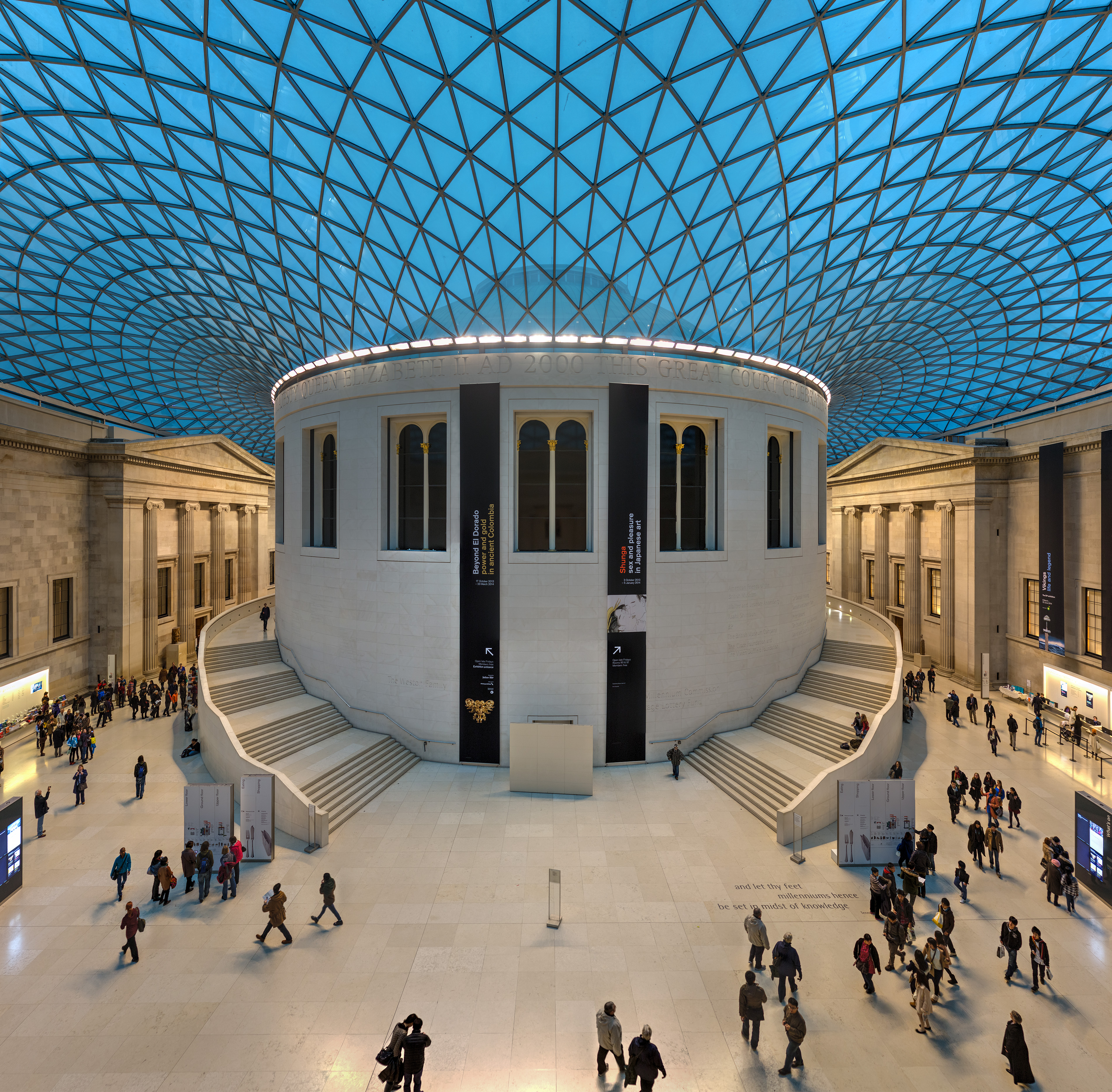
大中庭

伊莉莎白二世大中庭（英語：Queen Elizabeth II Great Court），简称大中庭（Great Court），是伦敦大英博物馆的中央方庭，1990年代后期由福斯特建筑事务所重新设计，以取代1970年代科林·圣约翰·威尔逊的设计。2000年，女皇伊莉莎白二世为其揭幕。
大中庭的密铺玻璃屋顶由Buro Happold设计，覆盖了整个中庭，以及中央的原来圆形的大英博物馆阅览室（现在是一个博物馆）周围。它是欧洲最大的有顶广场。。
有争议的是，大中庭的一些石头是来自法国，而非根据原合同的，来自英格兰南部的波特兰石。
在大中庭内有商店和咖啡馆。大中庭作为博物馆的一个中央连接点，功能类似于贝聿铭在巴黎的卢浮宫金字塔。

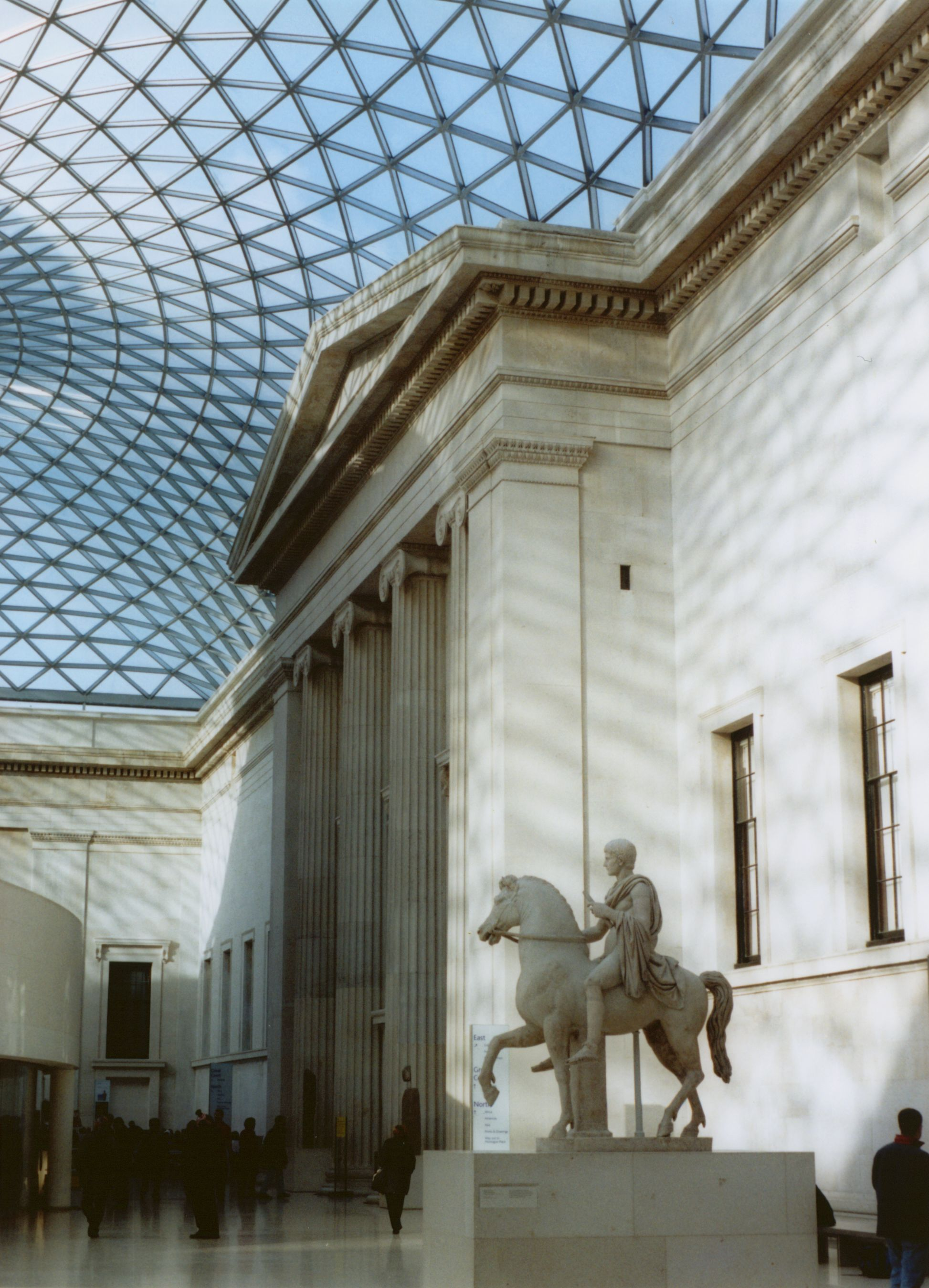
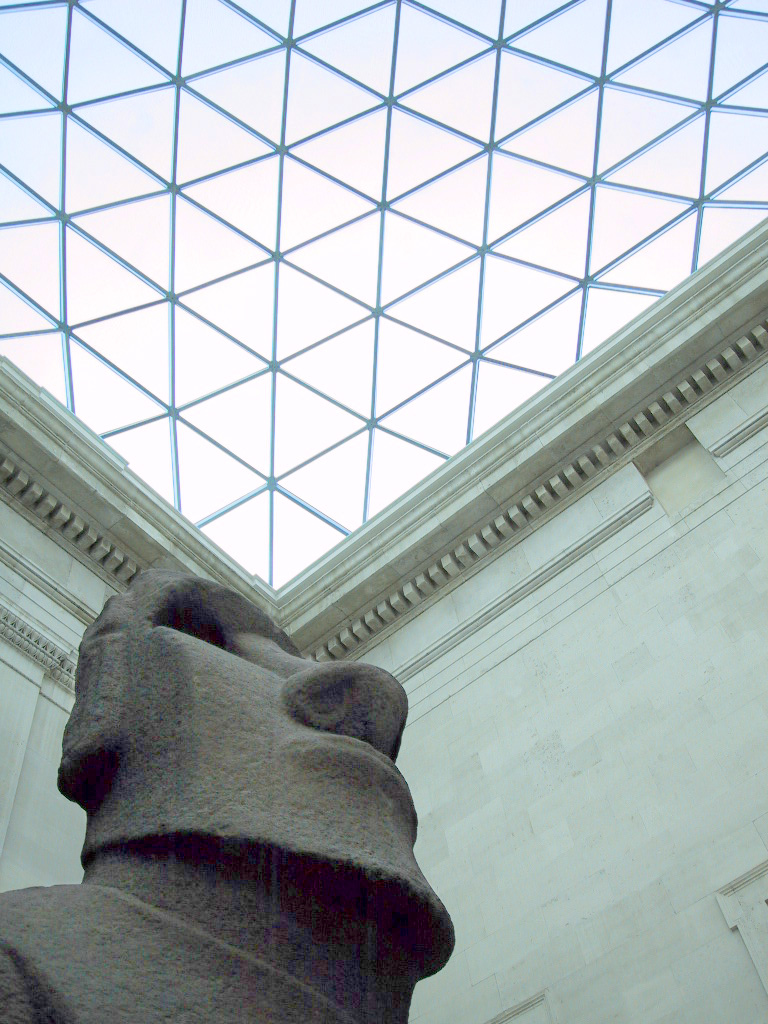
Hoa Hakananai'a
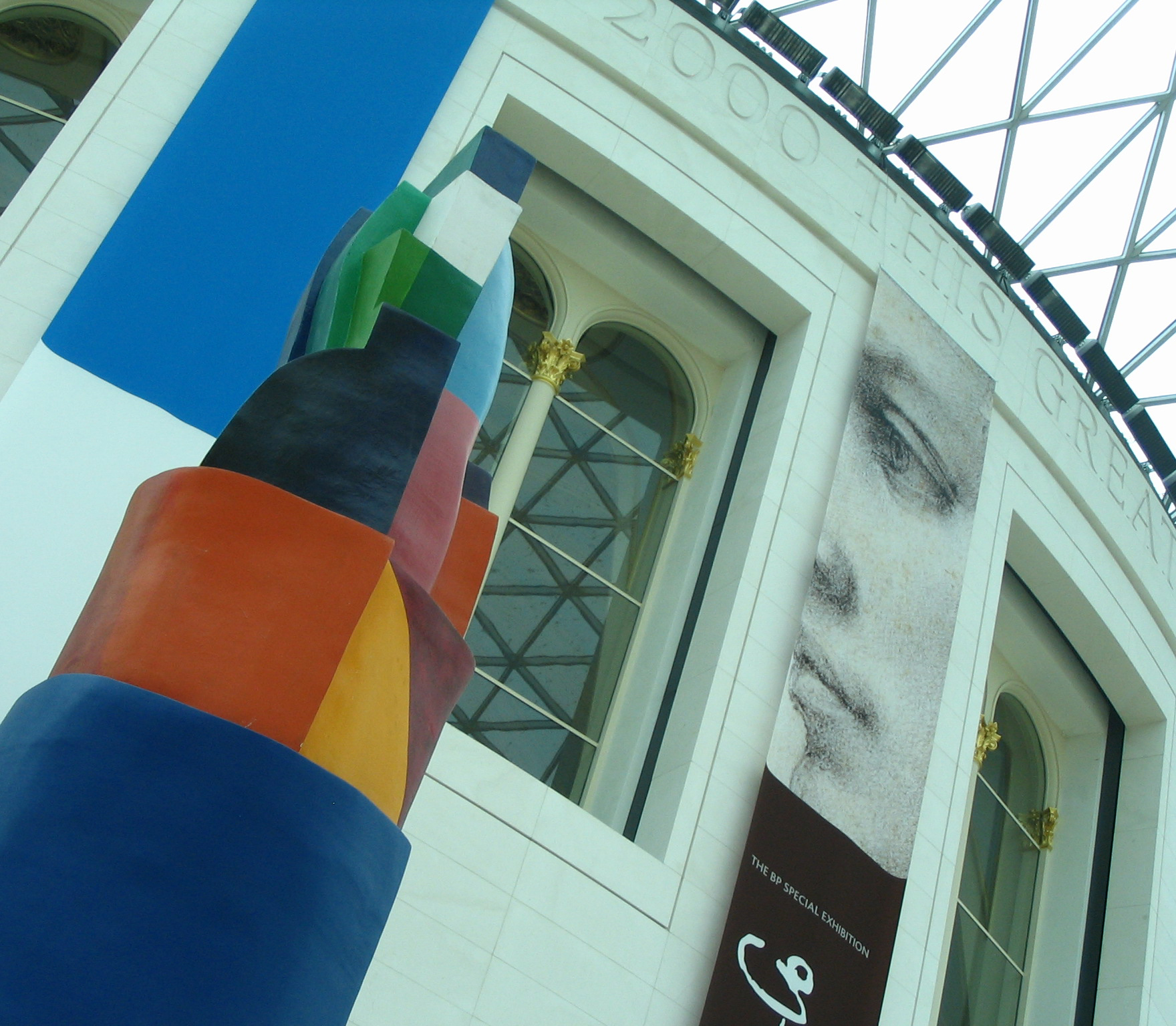
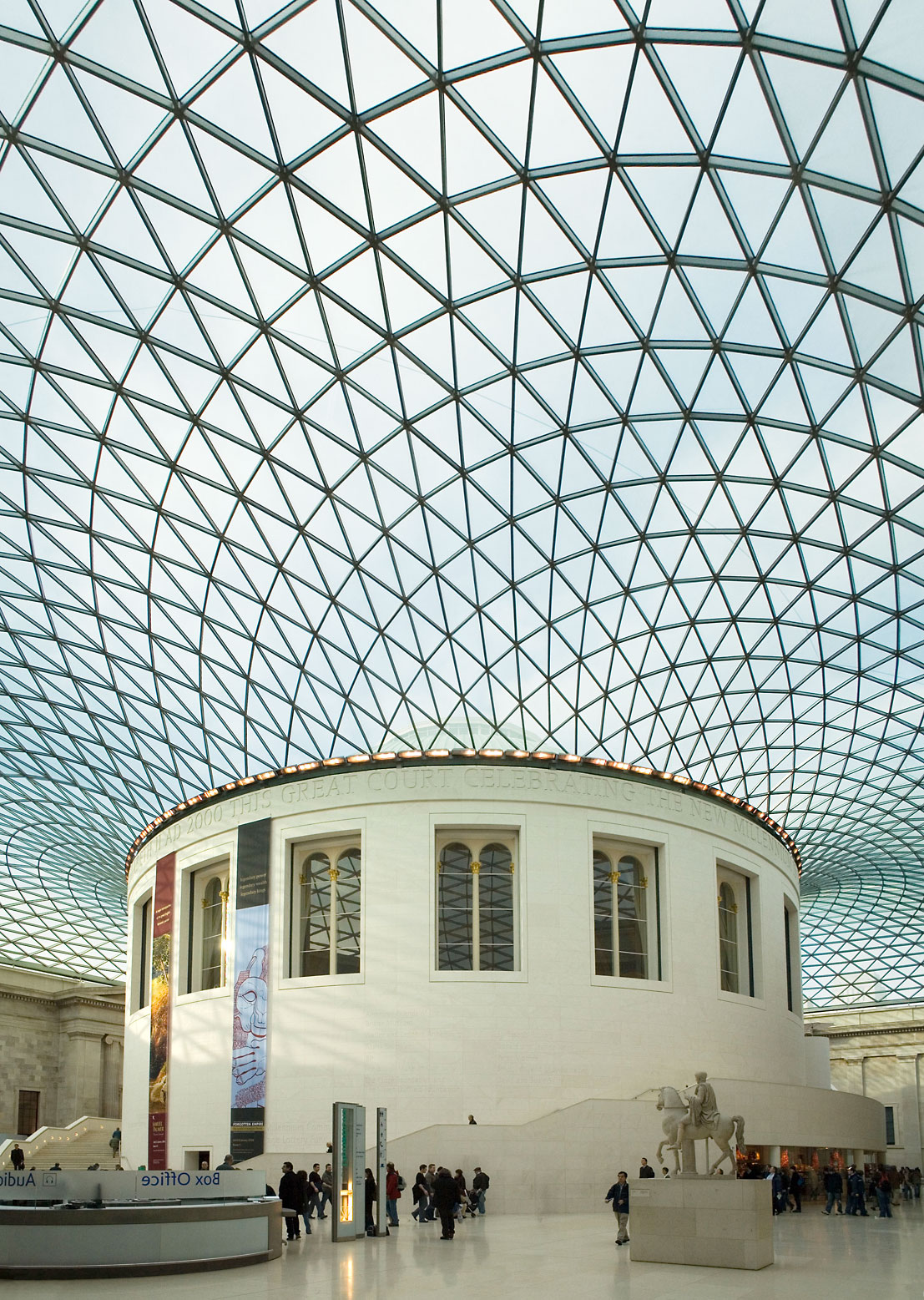